# Ford Transit Bus
 (octobre 2020).
Ne doit pas être confondu avec Ford Transit.

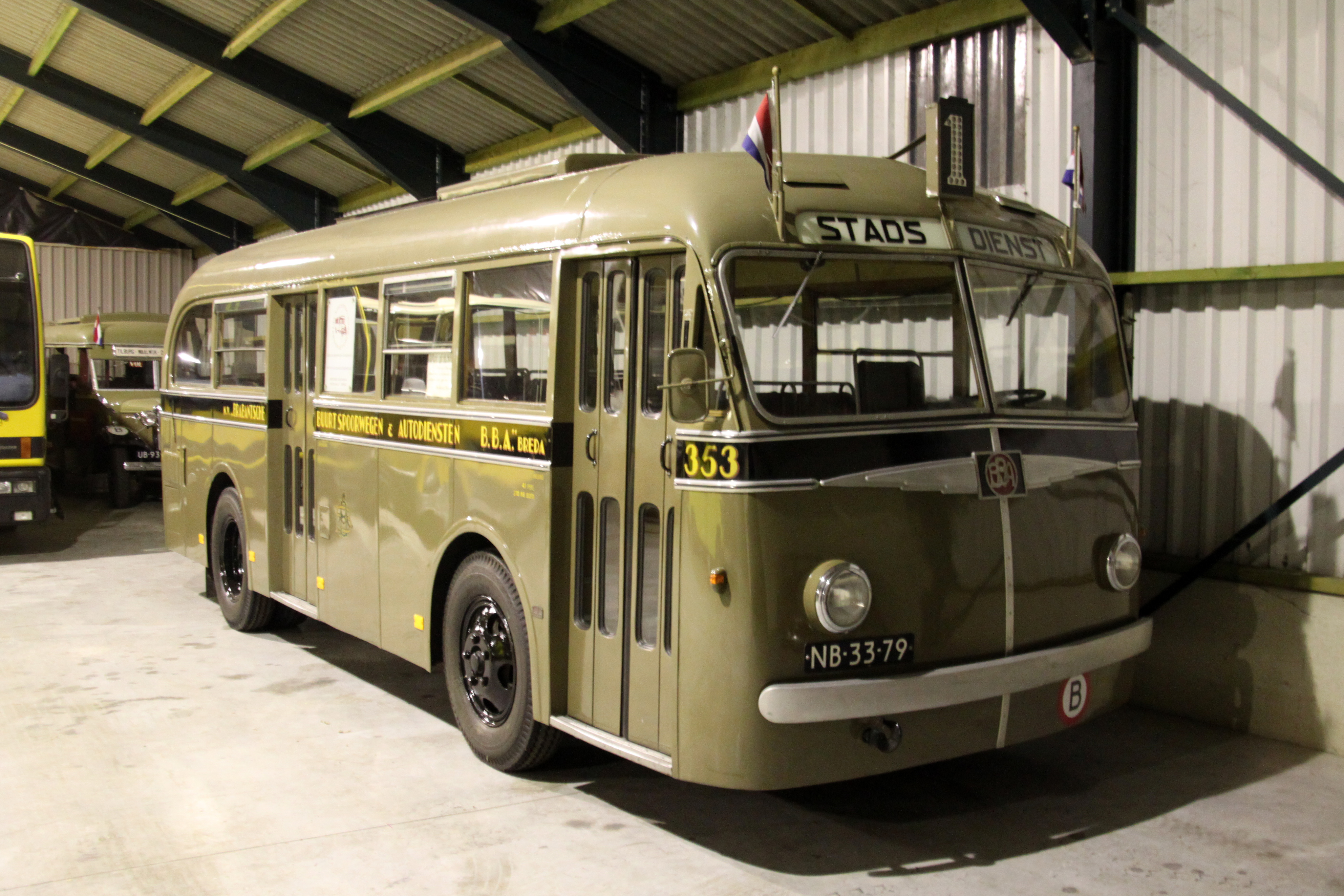
Bus BBA 353 du type Ford 59B / Jongerius de la Veteran Bus Fondation, un ancien bus urbain de la BBA.

Le Ford Transit Bus était un autobus moyen produit par Ford de 1936 à 1947. Le moteur était à l'origine placé à l'avant, mais une version à moteur arrière a remplacé la conception d'origine en 1939. Ford construisait le châssis, qui était ensuite équipé de carrosseries construites par l'Union City Body Company d'Union City, Indiana. Les versions canadiennes était construites à partir de châssis fabriqués à Windsor et de carrosseries produites par Brantford Coach & Body, de 1941 à 1943.

## Modèle à moteur avant
Le premier Transit Bus était un prototype que Ford prêta à la Detroit Street Railways (DSR), de Detroit, Michigan, en juin 1936. Après que la DSR a passé une commande de 500 bus, Ford a commencé la production en série et les livraisons ont commencé le 27 novembre 1936 (que Ford considérait comme faisant partie de l'année modèle "1937"). La conception du moteur avant, ou de commande avant, utilisait un châssis de 157 pouces (400 cm), Ford Model 70, et avait un empattement de 141 pouces (360 cm). Un moteur V8 «à tête plate» Ford de 85 ch et 221 pouces cubes a été utilisé. Dans le cadre d'un nouveau schéma de numérotation des modèles, le châssis 70 a été renuméroté 81-B pour l'année modèle 1938 et 91-B en 1939.
Environ 1000 exemplaires du Transit Bus original ont été construits dans le cadre de l'arrangement de production standard, avec des carrosseries construites par Union City. Cependant, certains clients ont préféré utiliser des carrosseries construites par d'autres sociétés et on estime qu'environ 200 bus ont été construits dans le cadre de cet arrangement. À proprement parler, il ne s'agissait pas de «Transit Bus», mais ils utilisaient le même châssis Ford - Model 70, 81-B ou 91-B, selon l'année modèle - que Ford utilisait pour son modèle de Transit Bus. Sur les quelque 1 000 à 1 200 Transit Bus à moteur avant construits, la DSR était à elle seule l'acheteur de 750 bus.

## Modèle à moteur arrière
Au début de 1939, Ford a repensé le Transit Bus en tant que modèle à moteur arrière, pour améliorer les performances grâce à une meilleure répartition du poids. Dans le même temps, la refonte utilisait un nouveau moteur V-8 plus gros: un modèle de 95 chevaux et 239 pouces cubes. Un prototype de bus a été construit en février 1939 et la production en série a commencé en octobre 1939 (pour l'année modèle 1940). Le modèle à moteur arrière avait un empattement légèrement plus long, 148,5 pouces (377 cm). La version standard à deux portes comptait 27 sièges passagers. Les carrosseries continuait d'être fournis par l'Union City Body Company. Les autres fabricants ne construisaient plus de carrosseries pour les Ford Transit Bus à cette époque, seulement Union City.
Environ 12 500 Ford Transit à moteur arrière ont été construits au cours de leur cycle de production de huit ans, de 1939 à 1947. Avec Detroit, les principaux clients étaient la Capital Transit Company de Washington D.C.; la Philadelphia Transportation Company; Chicago Surfaces Line; San Antonio, Texas; la Milwaukee Electric Railway and Light Company; la Dallas Railway & Terminal Company de Dallas, Texas; la Toronto Transportation Commission et le Boston Elevated Railway. La Public Service Interstate Transportation Company du New Jersey possédait la plus grande flotte, avec un total de 586 unités neuves et sept unités d'occasion,,.
Après la Seconde Guerre mondiale, le Transit Bus a été rebaptisé Universal Bus dans le marketing de Ford, mais est resté communément connu sous le nom de Transit Bus. La demande d'après-guerre était élevée et 4 800 bus ont été vendus en 1946 et 1947. Cependant, la production a pris fin en septembre 1947. Les changements dans les arrangements de production et de distribution de Ford ont favorisé la conception d'un modèle de remplacement, appelé le 8MB, dont le prototype du châssis a également été construit en septembre 1947.